# 이상헌 (배우)
이상헌 (1996년 5월 21일 ~ )은 대한민국의 배우이자 모델이다.
미국 작가 제니 한의 베스트 셀러 3부작'내가 사랑했던 모든 남자들에게' (2018–2021)의 넷플릭스 스핀오프 시리즈인 XO, 키티 (2023–현재), 에서 민호역을 연기하며 데뷔부터 두각을 나타냈다.
오는 2023년 8월 개봉하는 스포츠 드라마 영화 '그란 투리스모' (2023)에 출연할 예정이다.

## 소개
1996년 5월 21일 대한민국 서울에서 태어났다.
2남매 중 둘째로 4살 위의 누나가 있다. 누나 김지아 또한 XO, 키티 에서 동료 주인공인 Yuri를 연기하는 배우이다. 김지아는 예명을 사용함으로 둘의 성이 다르다.
아버지의 일 때문에 어린 시절과 청소년기의 대부분을 홍콩에서 보냈다. 팟캐스트 인터뷰에서 김지아는 아버지가 건설업에 종사했다고 밝혔다. 홍콩에 살면서 누나와 함께 국제학교에 다녔다.
홍콩에서 고등학교 시절 연극 수업을 들으며 연기에 관심을 갖게 되었고, 이후 학부 과정에서 영국 University of Northampton 에서 연극을 전공하게 되었다. 2014년부터 2016년까지 University of Northampton에 재학했다.
2016년 영국에서 대학을 졸업한 뒤 병역 의무를 하기 위해 귀국했다.

## 연기 활동
군 복무를 마치고 1년 반 동안 모델 활동을 하며 다양한 일을 했다.
누나의 제안으로 XO 키티 의 오디션 테이프를 넷플릭스에 제출했고, 이는 그의 연기경력에 대한 첫 공식 오디션이 되었다. 민호로 데뷔하기 전 다큐멘터리에서 배경 캐릭터와 재연 배우로 몇 가지 프로젝트에 출연했었다.
XO, 키티 에 출연한 후, David Harbour, Orlando Bloom, Archie Madekwe 와 함께 Jann Mardenborough 의 전문 경주용 자동차 드라이버 로서의 삶과 경력을 바탕으로 한 전기 영화 Gran Turismo (2023) 에서 작은 역할을 맡았다. 2023년 8월 11일 개봉 예정.

## 개인 활동
취미로 실내 암벽 등반을 하며 등반 활동을 위한 별도의 Instagram 계정을 가지고 있다.
XO, 키티 언론 인터뷰에서 그는 자신이 캐릭터 민호와 함께 음식, 요리, 우정, 여행에 대한 애착을 공유한다고 언급했다.

## 필모그래피

### 영화
| 년도   | 제목          | 역할   | 노트 |
| ------ | ------------- | ------ | ---- |
| 2023년 | 그란 투리스모 | 이주환 |      |

### 텔레비전
| 년도   | 제목     | 역할 | 노트                 |
| ------ | -------- | ---- | -------------------- |
| 2023년 | XO, 키티 | 민호 | 미국 넷플릭스 드라마 |